# Клепарів (Яворівський район)
Клепарів — присілок колишнього села Щирець Равського повіту, тепер знаходиться у Яворівському районі. Відселене у зв'язку з утворенням Яворівського військового полігону. Поруч знаходяться колишні села Ясенівка, Крущини, Бідин, Біла Піскова, Мала Вишенька, гора Буракова Нива.